# Binomiális formulák

Az összeg négyzetének geometriai szemléltetése. A nagy négyzet oldalhossza ; a bal felső sarokban látható kék közepes négyzet oldalhossza, a jobb alsó sarokban megjelenő sárga kis négyzet oldalhossza. Nem szabad megfeledkezni a zöldeskék téglalapokról sem, melyek jobb oldalon, illetve alul jelennek meg, oldalaik hossza pedig és

Az elemi algebrában a binomiális formulák a nevezetes azonosságok közül pontosan azok, amelyek kéttagú összegek és különbségek szorzatáról szólnak. A nevezetes azonosságok közé háromtagú összegek, illetve különbségek szorzatai is tartoznak. Kéttagú összeg vagy különbség például:
{\displaystyle 1+3,} {\displaystyle \quad 13-7\quad } vagy pedig {\displaystyle \quad a+b\,}
A binom elnevezés Euklidésztől származik. 
Szűkebb értelemben ezek a nevezetes azonosságok a binomiális formulák:
| {\displaystyle (a+b)^{2}=a^{2}+2ab+b^{2}}    | összeg négyzete,              |
| {\displaystyle (a-b)^{2}=a^{2}-2ab+b^{2}}    | különbség négyzete,           |
| {\displaystyle (a+b)\cdot (a-b)=a^{2}-b^{2}} | összeg és különbség szorzata. |

Tágabb értelemben akárhány tényező szerepelhet a szorzatban, lásd binomiális tétel.
Gyakori hiba, hogy összeg négyzetre emeléskor megfeledkeznek a két tag szorzatának kétszereséről, így pontos érték helyett alsó becslést kapnak. Például az {\displaystyle (1+3)^{2}} négyzetre emelésnél fel kell bontani a zárójeleket, így az eredmény nem {\displaystyle 1^{2}+3^{2}=1+9=10}, hanem {\displaystyle (1+3)^{2}=4^{2}=16}. Ez akkor nem hiba, ha az egyik tag nullával egyenlő. A felsőbb matematikában előfordul, hogy 2 karakterisztikájú testben végzik a számolást. Ekkor sem kell számításba venni a két tag szorzatának kétszeresét, mivel ezekben a testekben fennáll a 2 = 0 egyenlőség. A binomiális formulák minden kommutatív gyűrűben működnek - itt gondolhatunk például az egész számokra.
A binomiális formulák tartalmazzák azokat a szabályokat, melyekkel a {\displaystyle (1+3)^{2}} kifejezés és a hozzá hasonló kifejezések eredménye korrektül kiszámítható a binom két tagjának ismeretében. Ezek a szabályok különösen akkor bontakoztatják ki értelmüket, ha a binomnak nincs mindkét tagja kiszámítva, mint például {\displaystyle (2+x)^{2}}, mégis átalakításra van szükség. Példa erre a másodfokú egyenlet, a teljes négyzetté való kiegészítés, a Pitagorasz-tétel egyik bizonyítása, de találhatók felsőbb matematikai alkalmazásai is az analízisben és a valószínűségszámításban.
A binomiális formulákat arra használják, hogy megkönnyítsék a zárójeles kifejezések kiszorzását, és számolási hibákat kerüljenek el. További alkalmazásaik támogatják a termek tényezőkre bontását, szorzótényezőkként szereplő összegek és különbségek átalakítását, segítik törtkifejezések egyszerűsítését és megoldást nyújtanak gyökkifejezések megoldását. Alapvetően a disztributivitás, az asszociativitás és a kommutativitás felhasználásával kéttagú összegek kéttényezős szorzatainak felbontásával adódnak:
{\displaystyle (a+b)\,(c+d)=ac+ad+bc+bd}
ahol {\displaystyle c=a,}, {\displaystyle d=b} és az előjeleket a megfelelő módon változtatjuk. A babilóniak i. e. 1900 körül ismerték; Euklidész geometriai módszerekkel bizonyította. A babilóniaiak már i. e. 1900 körül ismerték.

## Kifejtés
Binomiális formuláknak rendszerint a következő másodfokú képleteket nevezik:
| {\displaystyle (a+b)^{2}=a^{2}+2ab+b^{2}}    | összeg négyzete,              |
| {\displaystyle (a-b)^{2}=a^{2}-2ab+b^{2}}    | különbség négyzete,           |
| {\displaystyle (a+b)\cdot (a-b)=a^{2}-b^{2}} | összeg és különbség szorzata. |

ahol {\displaystyle a^{2}} és {\displaystyle b^{2}} négyzetes tagok, {\displaystyle \pm 2ab} pedig vegyes tag. Itt a {\displaystyle 2ab} a matematikában szokásos módon a {\displaystyle 2\cdot a\cdot b.} szorzatot jelöli. A binomális a binom szóra utal, ami kéttagú termekre utal, ahol ezeket a tagokat összeadjuk vagy kivonjuk.
A binomiális formulák a legáltalánosabban fejeznek ki bizonyos számítási szabályokat, ahol a számokat vagy ismeretleneket {\displaystyle a} és {\displaystyle b} jelöli. Emögött az áll, hogy minél több alkalmazásra hasznos lehessen. A jobb érthetőség kedvéért érdemes több behelyettesítést is elvégezni. Legyen most a különbség négyzetében {\displaystyle a=4} és {\displaystyle b=1}:
{\displaystyle (4-1)^{2}=4^{2}-2\cdot 4\cdot 1+1^{2}=16-8+1=9.}
Másrészt {\displaystyle (4-1)^{2}=3^{2}=3\cdot 3=9,} mivel először a zárójel tartalmát kell kiszámítani.

### Bizonyítás
A formulák érvényessége a zárójelek felbontásával látható be:
{\displaystyle (a+b)^{2}=(a+b)\cdot (a+b)=a\cdot a+a\cdot b+b\cdot a+b\cdot b=a^{2}+2\cdot a\cdot b+b^{2},}
{\displaystyle (a-b)^{2}=(a-b)\cdot (a-b)=a\cdot a-a\cdot b-b\cdot a+b\cdot b=a^{2}-2\cdot a\cdot b+b^{2},}
{\displaystyle (a+b)\cdot (a-b)=a\cdot a-a\cdot b+b\cdot a-b\cdot b=a^{2}-b^{2}.}

A disztributivitás szemléltetése téglalapokkal

Ezek a számítások felhasználják az asszociativitást, a disztributivitást és a kommutativitást. A zárójel felbontása azt jelenti, hogy minden tagot minden taggal meg kell szorozni:
{\displaystyle (a+b)\,(c+d)=ac+ad+bc+bd}
ahol {\displaystyle c=a,} {\displaystyle d=b} a megfelelő előjellel.
Habár a különbség négyzete önálló formulaként szerepel, behelyettesítéssel adódik az összeg négyzetéből, melyet {\displaystyle a}-ra és {\displaystyle -b}-re alkalmazunk. Ugyanis
{\displaystyle (a-b)^{2}=(a+(-b))^{2}=a^{2}+2a(-b)+(-b)^{2}=a^{2}-2ab+b^{2}.}

## Geometriai szemléltetés
A binomiális formulák szemléltethetők elemi geometriai mintázatokkal is. Ehhez az az előzetes ismeret szükséges, hogy a téglalap területe a két oldal hosszának szorzataként, a négyzeté pedig az oldalhossz négyzeteként számítható. A későbbiekben ezeket mutatjuk be. 
Összeg négyzete:
Az ábrán látható négyzet oldalhossza {\displaystyle (a+b).}. Két egymással szembeni sarokban elhelyezhető egy-egy {\displaystyle a} és {\displaystyle b} oldalhosszú négyzet, területük rendre {\displaystyle a^{2}} és {\displaystyle b^{2}}, a maradék terület pedig lefedhető két {\displaystyle a\cdot b} téglalappal. Tehát a nagy négyzet területe {\displaystyle a^{2}+2ab+b^{2}.} Adódik, hogy {\displaystyle (a+b)^{2}=a^{2}+2\cdot a\cdot b+b^{2}.}

Különbség négyzete:
Egy hasonló ábrával szemléltethető a különbség négyzete, azonban ezt máshogy kell értelmezni. Itt a nagy négyzet területe {\displaystyle a^{2}}, aminek egyik sarkában található a {\displaystyle (a-b)} oldalhosszú négyzet. Ennek megkapásához ki kell vonni két {\displaystyle a\cdot b} téglalapot, egy álló és egy fekvő téglalapot, melyek a négyzet oldalának végéig tartanak. Ezzel azonban a jobb alsó sarokban kétszer lett kivonva a {\displaystyle (a-b)} oldalhosszú négyzettel szembeni sarokban levő {\displaystyle b^{2}} területű négyzet, melyet a korrekt végeredmény érdekében pótolni kell.
Az itt szemléltetett képlet {\displaystyle (a-b)^{2}=a^{2}-2\cdot a\cdot b+b^{2}.}

Összeg és különbség szorzata
A harmadik képen {\displaystyle a^{2}} a világos és a sötétkék négyzet. Ha ebből levonjuk a sárga keretű {\displaystyle b^{2}} négyzetet és a maradék világoskék téglalapot leforgatjuk és (türkiz színnel) odaillesztjük, akkor a sötétkék és a türkiz felületből egy {\displaystyle (a-b)} szélességű és {\displaystyle (a+b)} magasságú téglalap keletkezik. 
Ezzel szemléltethetjük az {\displaystyle a^{2}-b^{2}=(a+b)\cdot (a-b)} képletet.

Az összeg és különbségének szorzata másként is szemléltethető:

Az összeg és különbség szorzatának szemléltetése perspektívaváltással: A kék síkidomot átforgatjuk, hogy megkapjuk a második ábrát[8]

Ügyelni kell arra, hogy ezek a szemléltetések csak az {\displaystyle a\geq b\geq 0} eseteket szemléltetik. A képletek érvényessége azonban kiterjed negatív számokra is a disztributivitásból, asszociativitásból és kommutativitásból adódóan. 

## Történetük

### Babilónia

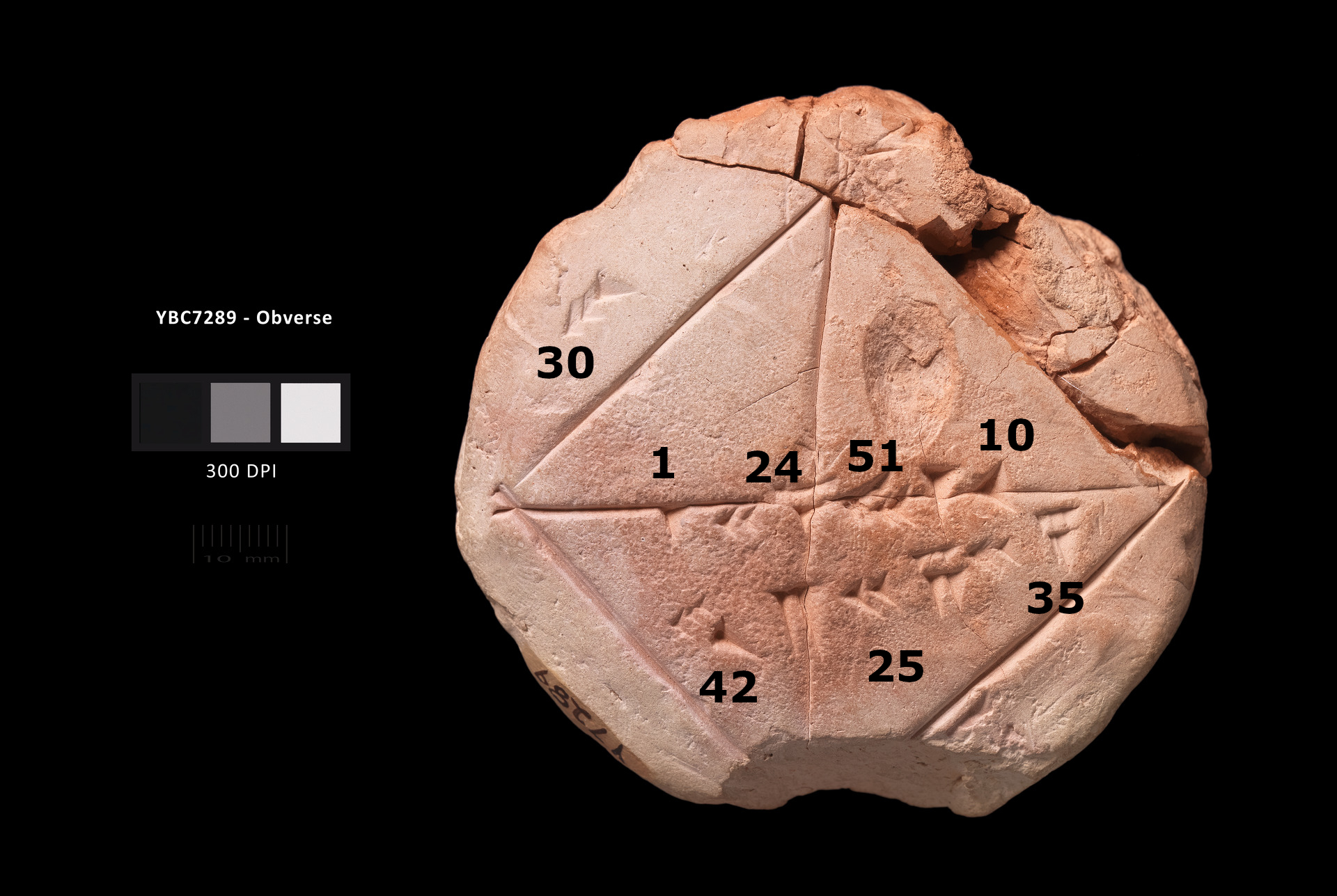
Az YBC 7289 babilóniai agyagtábla feliratokkal. Az átló a 2 négyzetgyökének közelítését mutatja négy hatvanados jeggyel, ami hat tizedesjegyre pontos: A tábla tartalmaz egy példát is, ahol a négyzet oldala és a hozzá kiszámított átló tízes számrendszerben

A binomiális formulák felfedezése visszavezethető i.e. 1900 előttre, amikor is már ismert volt a Babilóniai Birodalomban. Geometriai bizonyítása Eulidész Elemek című művében jelent meg. Euklidész azonban nem tudta magasabb fokra általánosítani, mivel túlságosan is ragaszkodott a geometriai szemlélethez. Indiában Brahmagupta és mások néhány évszázaddal később az összeg köbére is ismerték a felbontást. A modern felsőbb matematikában a binomiális formulák elválaszthatatlanok magasabb fokú változataiktól. 
Mezopotámiában az összeg négyzete és az összeg és különbség szorzata az algebra lényegi részéhez tartozott i.e. 1900 és i. e. 1600 között.
A felszínszámítás során a babilóniaiak másodfokú egyenletekhez jutottak. Ezek megoldásához erre az időre már a maihoz hasonló megoldásokat fejlesztettek ki. Hammurapi dinasztiájának idejéből származó szövegek szerint már ismertek algoritmusokat, melyekkel ugyanúgy oldották meg ezeket az egyenleteket, mint ahogy azt ma is ismerjük. Azt azonban nem tudjuk, hogyan jutottak ezekhez. Azonban mivel rendelkezésükre állt az összeg és különbség szorzata, hasonlóan járhattak el, mint később Alexandriai Diophantosz.
A babilóniaiak használták az összeg négyzetét négyzetgyökök közelítésére, lásd a Hérón-módszert. Ha {\displaystyle b} kicsi {\displaystyle a}-hoz képest, akkor várható, hogy
{\displaystyle {\sqrt {a+b}}={\sqrt {a}}+\delta }
egy elég kicsi {\displaystyle \delta }-val. Ha ezt négyzetre emeljük, akkor
{\displaystyle a+b=a+2{\sqrt {a}}\delta +\delta ^{2}.}
{\displaystyle \delta ^{2},} elhanyagolásával adódik a {\displaystyle \delta \approx {\tfrac {b}{2{\sqrt {a}}}},} összefüggés, tehát
{\displaystyle {\sqrt {a+b}}\approx {\sqrt {a}}+{\frac {b}{2{\sqrt {a}}}},\qquad |b|\ll a.}
Ez különösen akkor praktikus, ha {\displaystyle a} négyzetszám. Valószínűleg ez alapján adtak közelítést a 2 négyzetgyökére, ami az általuk használt 60-as számrendszerben {\displaystyle 1,24,51,10}-nek adódott. Tízes számrendszerben az eredmény megközelítőleg {\displaystyle 1{,}41421296296\ldots } Ezt agyagtáblák is tanúsítják i. e. 1900 körültől. A négyzetgyök kettő első néhány jegye {\displaystyle 1{,}414213562373\ldots }

### Euklidész, Elemek

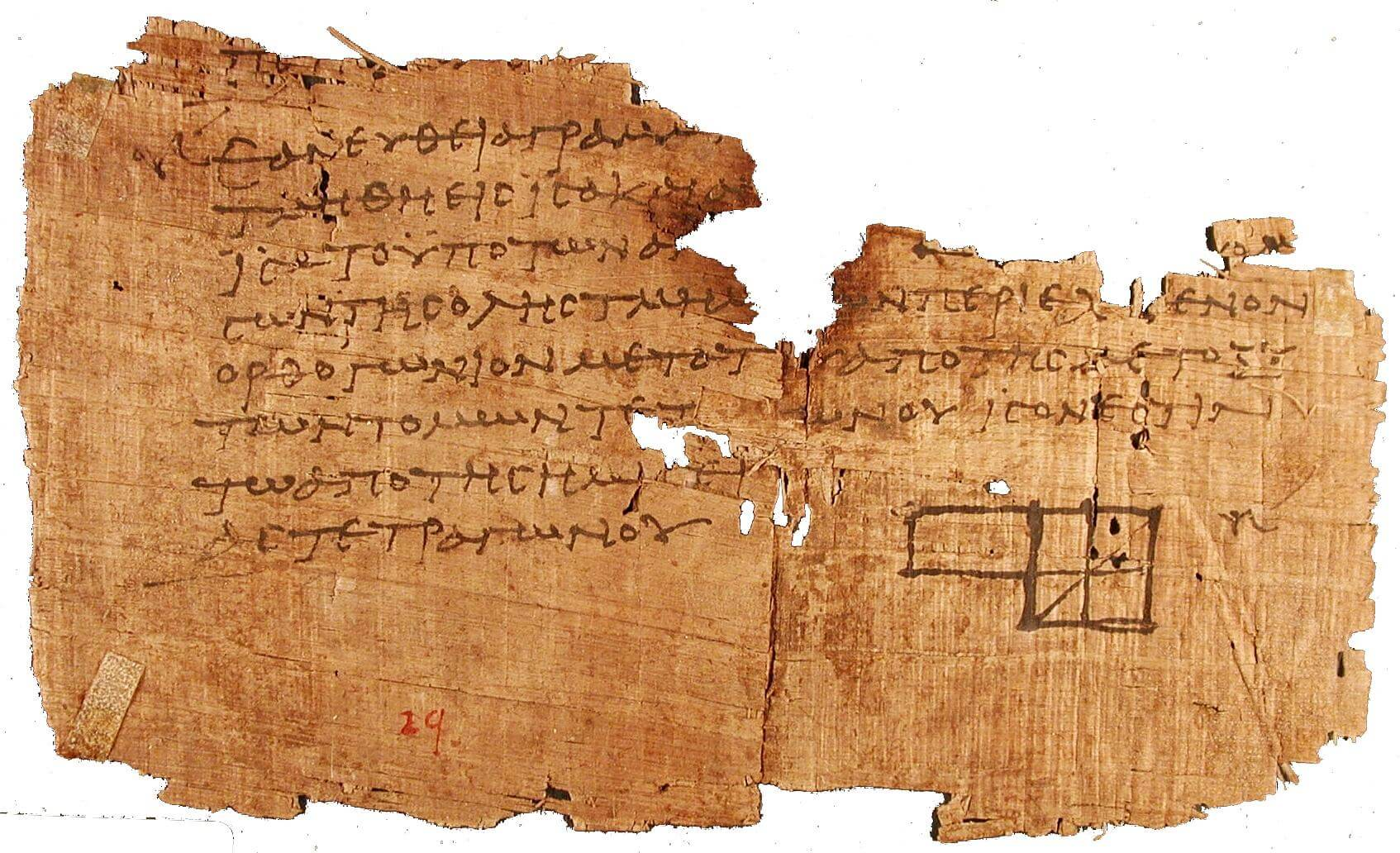
Az Elemek II. kötetének egy papirusztöredéke az összeg és a különbség szorzatáról Oxyrhynchosból

Az {\displaystyle (a+b)^{2}=a^{2}+2ab+b^{2}} binomiális formulát Euklidész az i. e. 3. században bizonyította geometriai módszerekkel Elemek című művében. A bizonyítás a II. könyvben szerepel, a geometriai algebra keretében. Ő használta a binom elnevezést is. A bizonyítást német nyelven lásd itt:
Euklidész ezt követően foglalkozott az összeg és különbség szorzatával is, az {\displaystyle ab+\left({\tfrac {a-b}{2}}\right)^{2}=\left({\tfrac {a+b}{2}}\right)^{2}} alakban. Ezt az állítást is geometriai eszközökkel bizonyítja. A bizonyítást németül lásd itt:
Ebből a szempontból tekintve már az ókori Görögországban összekapcsolták a geometriát és az algebrát. Sonja Brentjes és Peter Schreiber szerint az ókori görögök azért kezdtek el algebrával foglalkozni, hogy bonyolult geometriai kérdéseket oldjanak meg. Mihelyt az egyeneseknél és köröknél bonyolultabban megközelíthető kúpszeletekkel és magasabb fokú görbékkel kezdtek el foglalkozni, képbe jöttek a különböző módon felosztott szakaszokra felírt egyenletek. Például egy {\displaystyle 1} sugarú kör az origó körül leírható az {\displaystyle x^{2}+y^{2}=1} egyenlettel. Euklidész ezt már biztos ismerte, mivel az Elemek I. könyvének vége tartalmazza a Pitagorasz-tétel bizonyítását. Az Elemek tekinthető motivációnak a II. kötethez, ami az algebrasi geometriának van szentelve, ahol szisztematikusan tárgyalja a mennyiségek geometriailag értelmezett összeadásának és szorzásának algebrai alaptulajdonságait.
Sabetai Unguru matematikatörténész On the Need to Rewrite the History of Greek Mathematics cikkében azt a tézist ismerteti, hogy az antik matematika ábrázolása modern algebrával problémás. Unguru azt a felfogást képviseli, hogy elvileg is felemás az antik ismeretetek modern formulákba öntése. Szerinte a geometriai algebra kifejezés az ókorral összefüggésben egy olyan szörnyeteg, amit azok a matematikusok találtak ki, akikből hiányzik minden történelmi érzék. A modern matematika olyan koncepciókat és és absztrakciókat tartalmaznak, melyek elfátyolozzák az autentikus történelmi folyamatokat. Példaként be,mutatható a {\displaystyle (a+b)^{2}=a^{2}+2ab+b^{2}} binomiális formula. A modern matematika szerint teljesül minden kommutatív gyűrűben; Euklidész számára egy ilyen fogalomképzés teljességgel elképzelhetetlen lett volna. Bartel Leendert van der Waerden, Hans Freudenthal és André Weil szembeszállnak ezzel az elmélettel.

### A pitagoreusoknál

A négyzetszámok előállnak páratlan számok sorozatának összegeként, színes golyókkal szemléltetve

A pitagoreusok több matematikai összefüggésre is számolókavicsok rendezgetésével jöttek rá. Köztük a binomiális formulák speciális esetpére is:

{\displaystyle (n-1)^{2}+4n=(n+1)^{2}.}
Arisztotelész arról tudósított, Metafizikájában, hogy bizonyos emberek számokat rendeznek háromszög- és téglalapformákba.
A pitagoreusok felismeréséhez szorosan kapcsolódik, hogy a négyzetszámok előállnak az első néhány pozitív páratlan szám összegeként:
{\displaystyle 1^{2}=1=1}
{\displaystyle 2^{2}=4=1+3}
{\displaystyle 3^{2}=9=1+3+5}
{\displaystyle 4^{2}=16=1+3+5+7}
Modern nézőpontból az összefüggés teljes indukcióval bizonyítható. Ha már ismert, hogy
{\displaystyle 1+3+5+\dotsb +(2n-1)=n^{2}}
akkor az összeg szorzata átalakítást visszafelé elvégezve
{\displaystyle (n+1)^{2}=n^{2}+2n+1=1+3+5+\dotsb +(2n-1)+(2n+1),}
így ha a megfigyelés teljesül {\displaystyle n}-re, akkor teljesül {\displaystyle n+1}-re is. ivel az összefüggés teljesül {\displaystyle n=1}-re, azért minden {\displaystyle n} természetes számra is teljesül.
Gerasai Nikomakhosznál is megtalálhatók a binomiális formulák. Bevezetés az aritmetikába című könyve a legrégibb antik könyv, ami speciálisan az aritmetikával foglalkozik. Alexandriai Diofantosz Aritmetikája is létezik, de ezt a művet a középkorban nem ismerték. Nikomakhosz könyve olyannyira meghatározóvá vált, mint Euklidésztől az Elemek. Boethius lefordította latinra, De institutione arithmetica címmel. Ebből tanították az aritmetikát a kolostorokban és az egyetemeken.
Az összeg és a különbség szorzatát használták gyors négyzetre emeléshez:
{\displaystyle \left({\frac {a+b}{2}}\right)^{2}=ab+\left({\frac {a-b}{2}}\right)^{2}}
{\displaystyle 97^{2}=94\cdot 100+9=9409,}
ahol {\displaystyle a=94} és {\displaystyle b=100.}

### Alexandriai Diofantosznál
Alexandriai Diofantosz is használta a formulákat. Többek között ismerte ezeket az összefüggéseket:
{\displaystyle (a^{2}+b^{2})\pm 2ab=(a\pm b)^{2},}
{\displaystyle 2(a^{2}+b^{2})=(a+b)^{2}+(a-b)^{2},}
{\displaystyle 4ab+(a-b)^{2}=(a+b)^{2}}
és
{\displaystyle \left({\frac {a+b}{2}}\right)^{2}-\left({\frac {a-b}{2}}\right)^{2}=ab.}

### India
I. e. 400 és a 2. század között Pingala már meghatározta a Pascal-háromszög felépítését, ami a binomiális együtthatókat tartalmazza. A binomiális tétellel való összefüggést azonban nem ismerte.
A 6. és a 7. százaban  Aryabhata és Brahmagupta indiai matematikusok megadták az {\displaystyle (a+b)^{2}} és {\displaystyle (a+b)^{3}} összefüggéseket. Az
{\displaystyle (a+b)^{3}=a^{3}+3a^{2}b+3ab^{2}+b^{3}}
kifejezést köbös binomiális formulának is nevezték. Brahmagupta a Brahmasphutasiddhantában a binomiális azonosságokhoz szorosan kapcsolódó Brahmagupta-azonosságot mutatta be:
{\displaystyle \left(a^{2}+b^{2}\right)\left(c^{2}+d^{2}\right)=\left(ac+bd\right)^{2}+\left(ad-bc\right)^{2}=\left(ac-bd\right)^{2}+\left(ad+bc\right)^{2},}
ami szerepet játszik például abban, hogy természetes számokat két négyzetszám összegeként állítsanak elő. Ezt az azonosságot Európában Alexandriai Diofantosz óta ismerték, és Fibonacci bizonyította is.
Narayana Pandit (1325 körül–1400) a Ganita Kaumudiban többek között a prímfelbontással foglalkozott. A kimerítő osztás után (ami a 2, 3, 5, ... prímekkel való osztást jelenti) szabályokat fogalmazott meg az {\displaystyle a} és {\displaystyle b} számokra egy {\displaystyle N+b^{2}=a^{2}} szám segítségével, melyhez az {\displaystyle N=(a-b)\,(a+b)} felbontás tartozik. Ez éppen az összeg és különbség szorzatának alkalmazása. Ugyanezen alapszik a Fermat-módszer a faktorizálásra. Egyik példája:
{\displaystyle 1161=1225-64=35^{2}-8^{2}=(35-8)\cdot (35+8)=27\cdot 43=3\cdot 3\cdot 3\cdot 43.}

### Abbászida kalifátus
Az Abbászidák az általuk uralt muszlim területeken a 8. századtól a 13. századig kulturális és tudományos fellendülés következett be. Virágzott az irodalom, a filozófia, az építészet, az orvostudomány, a csillagászat, a földrajz és nem utolsósorban a matematika is.
Al-Hvárizmi 830 körül első- és másodfokú egyenletek geometriai módszerű megoldásával foglalkozott. Ezzel görög és indiai matematikusok nyomán járt. Eközben újabb alkazatokra bukkant, melyek Euklidésznél még nem szerepeltek. Ezeket vonatkoztatja az {\displaystyle x^{2}+2x=15} és {\displaystyle y=1} esetben az 1-es és a 2-es képekre, ahol {\displaystyle x^{2}+4\cdot {\tfrac {x}{2}}+4\cdot ({\tfrac {1}{2}})^{2}=15+1=(x+1)^{2}} (lásd 1) illetve {\displaystyle x^{2}+2x+1^{2}=15+1^{2}} (lásd 2).

1:
{\displaystyle (x+y)^{2}=x^{2}+4\cdot {\tfrac {y}{2}}x+4\cdot ({\tfrac {y}{2}})^{2}}
2:
{\displaystyle (x+y)^{2}=x^{2}+xy+yx+y^{2}}

Al-Karadzsi és Al-Samaval (1130–1180) műveiben találhatók teljes indukciós bizonyítások a binomiális tételre. Már az is neháézséget okozott, hogy az akkori jelölésrendszerrel leírják az általános megfogalmazást. A binomiális együtthatók kiszámítására a Pascal-háromszöget használták, évszázadokkal Pascal előtt.
Omar Hajjám  (1048–1131) perzsa matematikus és költő kifejlesztett egy módszert az {\displaystyle n}-edik gyök vonására. Munkája ugyan elveszett, ám úgy gondolják, hogy már tudott az általánosan megfogalmazott {\displaystyle (a+b)^{n}} formuláról, és a Pascal-háromszöget formázó binomiális együtthatókról. Európában ezt csak 500 évvel később fedezték fel újra. A 2 hatványaira vonatkozó összefüggések Euklidész Elemeiben explicit szerepelnek, és ezt az indiai matematikusok a  3. hatványra is kiterjesztették. Így Hajjám volt az első matematikus, aki ismerte az általános binomiális tétel jelentőségét. Népszerűvé tette Perzsiában a binomiális együtthatók háromszögű elrendezését, melyet Iránban  Omar Hajjám háromszögének neveznek.

### Reneszánsz és modern
Habár ez az észrevétel végtelen számú esetet foglal magába, egy viszonylag rövid bizonyítást adok rája, ami két lemmát feltételez. Ezekkel a szavakkal kezdte Blaise Pascal 1654-ben az egyik első indukciós bizonyítását. A cél az {\displaystyle (a+b)^{n}} kifejezés kibontása.
{\displaystyle (a+b)^{0}=1\qquad } (lásd üres szorzat)
{\displaystyle (a+b)^{1}=a+b}
{\displaystyle (a+b)^{2}=a^{2}+2ab+b^{2}}
{\displaystyle (a+b)^{3}=a^{3}+3a^{2}b+3ab^{2}+b^{3}}
{\displaystyle (a+b)^{4}=a^{4}+4a^{3}b+6a^{2}b^{2}+4ab^{3}+b^{4}}
{\displaystyle (a+b)^{5}=a^{5}+5a^{4}b+10a^{3}b^{2}+10a^{2}b^{3}+5ab^{4}+b^{5}}
Pascal felismerte a mintát a binomiális együtthatókban:
|  |  |  |  |  |                   |                   |                                |                               |                                 | {\displaystyle 1}             |                    |                               |                   |                   |                   |  |  |  |  |  |
|  |  |  |  |  |                   |                   |                                |                               | {\displaystyle 1}               |                               | {\displaystyle 1}  |                               |                   |                   |                   |  |  |  |  |  |
|  |  |  |  |  |                   |                   |                                | {\displaystyle \color {red}1} |                                 | {\displaystyle \color {red}2} |                    | {\displaystyle \color {red}1} |                   |                   |                   |  |  |  |  |  |
|  |  |  |  |  |                   |                   | {\displaystyle 1}              |                               | {\displaystyle 3}               |                               | {\displaystyle 3}  |                               | {\displaystyle 1} |                   |                   |  |  |  |  |  |
|  |  |  |  |  |                   | {\displaystyle 1} |                                | {\displaystyle 4}             |                                 | {\displaystyle 6}             |                    | {\displaystyle 4}             |                   | {\displaystyle 1} |                   |  |  |  |  |  |
|  |  |  |  |  | {\displaystyle 1} |                   | {\displaystyle \color {blue}5} |                               | {\displaystyle \color {blue}10} |                               | {\displaystyle 10} |                               | {\displaystyle 5} |                   | {\displaystyle 1} |  |  |  |  |  |

Az összeg négyzetéhez tartozó együtthatók pirossal ábrázolva. A szomszédos hányadosok képzésével kapta Pascal az alternatív háromszöget:
|  |  |  |  |  |  |                                 |                                 |                                              |                                 | {\displaystyle {\tfrac {1}{1}}} |                                 |                                 |                                 |                                 |  |  |  |  |  |  |
|  |  |  |  |  |  |                                 |                                 |                                              | {\displaystyle {\tfrac {2}{1}}} |                                 | {\displaystyle {\tfrac {1}{2}}} |                                 |                                 |                                 |  |  |  |  |  |  |
|  |  |  |  |  |  |                                 |                                 | {\displaystyle {\tfrac {3}{1}}}              |                                 | {\displaystyle {\tfrac {2}{2}}} |                                 | {\displaystyle {\tfrac {1}{3}}} |                                 |                                 |  |  |  |  |  |  |
|  |  |  |  |  |  |                                 | {\displaystyle {\tfrac {4}{1}}} |                                              | {\displaystyle {\tfrac {3}{2}}} |                                 | {\displaystyle {\tfrac {2}{3}}} |                                 | {\displaystyle {\tfrac {1}{4}}} |                                 |  |  |  |  |  |  |
|  |  |  |  |  |  | {\displaystyle {\tfrac {5}{1}}} |                                 | {\displaystyle \color {blue}{\tfrac {4}{2}}} |                                 | {\displaystyle {\tfrac {3}{3}}} |                                 | {\displaystyle {\tfrac {2}{4}}} |                                 | {\displaystyle {\tfrac {1}{5}}} |  |  |  |  |  |  |

A példaként kiemelt kék {\displaystyle {\tfrac {4}{2}}={\tfrac {10}{5}}} a fentebb szereplő {\displaystyle 5}-re és {\displaystyle 10}-re hivatkozik. Ezek segítségével tudott zárt képletet adni a fenti háromszögben szereplő számokra:
Az első lemma, ami magától értetődik, azt állítja, hogy ez az arány a második sorban kezdődik, mivel nyilvánvaló, hogy […] úgy aránylik, mint 1 aránylik az egyhez. A második azt állítja, hogy ha ez az arány az egyik sorban megjelenik, akkor a következő sorban is meg kell jelennie.
A modern matematikában általában nem végeznek külön tanulmányt a másodfokú binomiális formulákhoz, hanem az általánosabb binomiális tételt használják az {\displaystyle (a+b)^{n}} kifejezésekre. Néhány tankönyvben az {\displaystyle (a+b)^{n}} alakú kifejezéseket a binomiális tételből adódó felbontásukkal együtt nevezik binomiális formuláknak.

## Példák, előfordulások és alkalmazások
Mivel a binomiális formulák azonosságok, amelyek az asszociativitásból, disztributivitásból, kommutativitásból adódnak, azért messzire menően alkalmazhatók. Az azonosságok elve, mint {\displaystyle (a+b)^{2}} és {\displaystyle a^{2}+2ab+b^{2}}, például a valószínűségszámításban újabb értelmezést kapnak. Ez akkor válhat fontossá, amikor az azonosság a formális megfogalmazásból kilépve újabb információval vagy felismeréssel szolgál. Továbbá vannak számolási helyzetek, amikor a binomiális formulák alkalmazása rutin, mint például a másodfokú egyenletek vagy törtkifejezések egyszerűsítése.

### Fejszámolás
A binomiális formulák támogathatják a fejszámolást. A 10 és a 100 közüli számok négyzetre emelését gyakran egyszerűbb kiszámolni, ami a négyzetre emelést egyjegyű számok négyzetre emelésére, szorzására és összeadására vezeti vissza.
Például az összeg négyzetének alkalmazása:
{\displaystyle 37^{2}=(30+7)^{2}=30^{2}+2\cdot 30\cdot 7+7^{2}=900+420+49=1369}
vagy, ha hajlamosak vagyunk a vegyes szorzat elfelejtésére, akkor inkább válasszuk a különbség négyzetét:
{\displaystyle 37^{2}=(40-3)^{2}=40^{2}-2\cdot 40\cdot 3+3^{2}=1600-240+9=1369.}
Ha a négyzetszámokat elég sokáig ismerjük, akkor a binomiális formulák segíthetnek sok szorzást visszavezetni az összeg és különbség szorzatára. Például:
{\displaystyle 17\cdot 13=(15+2)\cdot (15-2)=15^{2}-2^{2}=225-4=221,}
vagy pedig
{\displaystyle 8\cdot 14=(11-3)\cdot (11+3)=11^{2}-3^{2}=121-9=112.}
A trükk akkor a legegyszerűbb, ha a két tényező közel esik egymáshoz:
{\displaystyle 29\cdot 31=(30-1)\cdot (30+1)=30^{2}-1^{2}=900-1=899.}
Ha a tényezők közötti különbség páratlan, akkor egy tag leválasztható, például
{\displaystyle 13\cdot 16=13\cdot 15+13=14^{2}-1+13=196+12=208.}
Ezek a módszerek azt igénylik, hogy a számolások fontos lépéseit emlékezetből ismert tényekkel pótolják. A módszerek rugalmassága lehetővé teszi, hogy már viszonylag kevés megtanult négyzetszámmal viszonylag sok szorzat kiszámítható.
További példák:
A binomiális formulák a kifejezések átalakításánál is megjelenik, nem ritkán más azonosságokkal kiegészítve. Egy példa a {\displaystyle (3x^{2}-4x^{3})^{2}} kifejezés felbontása. A binomiális formulák mellett a hatványokra vonatkozó szabályokat is alkalmazni kell:
{\displaystyle (3x^{2}-4x^{3})^{2}=(3x^{2})^{2}-2\cdot (3x^{2})\,(4x^{3})+(4x^{3})^{2}=9x^{4}-24x^{5}+16x^{6}.}
Az olyan kifejezéseknél, mint {\displaystyle (-2+x)^{2},}, alkalmazható a különbség négyzete, csak a zárójelen belül kell a sorrendet megcserélni, hogy a formula ismerősebb legyen. Például
{\displaystyle (-2+x)^{2}=((-2)+x)^{2}=(x+(-2))^{2}=(x-2)^{2}=x^{2}-2\cdot 2\cdot x+2^{2}=x^{2}-4x+4.}
Ha mindkét előjel negatív, akkor az összeg négyzetének alkalmazása lehet célra vezető. A zárójelben levő kifejezést ellentettjére változtatjuk, ami megfelel annak, hogy kiemelünk (-1)-et, és külön négyzetre emeljük, ami 1-et ad.
{\displaystyle (-2w-3y)^{2}=(2w+3y)^{2}=4w^{2}+12wy+9y^{2}.}
A különbség négyzete is működik:
{\displaystyle -2w-3y=(-2w)+(-3y)\colon }
{\displaystyle (-2w-3y)^{2}=((-2w)+(-3y))^{2}=(-2w)^{2}+2(-2w)(-3y)+(-3y)^{2}=4w^{2}+12wy+9y^{2},}

### Számolás törtekkel
Egyes törteket lehet a binomiális formulák használatával egyszerűbb alakra hozni:
{\displaystyle {\frac {2}{{\sqrt {5}}+{\sqrt {2}}}}{\overset {{\text{ }} \atop {\sqrt {5}}-{\sqrt {2}}}{=}}{\frac {2({\sqrt {5}}-{\sqrt {2}})}{({\sqrt {5}}+{\sqrt {2}})({\sqrt {5}}-{\sqrt {2}})}}{\overset {{\text{ }} \atop {\text{ }}}{=}}{\frac {2({\sqrt {5}}-{\sqrt {2}})}{({\sqrt {5}})^{2}-({\sqrt {2}})^{2}}}={\frac {2({\sqrt {5}}-{\sqrt {2}})}{5-2}}={\frac {2}{3}}({\sqrt {5}}-{\sqrt {2}})}.
A számolás során bővítettünk {\displaystyle {\sqrt {5}}-{\sqrt {2}}}-vel, és alkalmaztuk az összeg és különbség szorzatát, így tudtuk egyszerűsíteni a nevezőt, és a négyzetgyököket átvihettük a számlálóba. Ez az alapelv a nevező gyöktelenítésében.
Egy további alkalmazás a gyökkifejezések egyszerűsítése. Ekkor a binomiális formulákkal a számláló vagy a nevező úgy alakítható szorzattá, hogy a tört egyszerűsíthető legyen. Egy példa az összeg és különbség szorzatának alkalmazására:

{\displaystyle {\frac {49a-63b}{49a^{2}-81b^{2}}}={\frac {7(7a-9b)}{(7a-9b)(7a+9b)}}={\frac {7}{7a+9b}}.}
és egy másik a különbség négyzetére:
{\displaystyle {\frac {8x^{2}-12xy}{8x^{2}-24xy+18y^{2}}}={\frac {4x(2x-3y)}{2(2x-3y)^{2}}}={\frac {2x}{2x-3y}}}.

### Közelítések
A binomiális formulákkal egyes bonyolultabb kifejezések egyszerűbb kifejezésekkel becsülhetők. Például kis értékek esetén {\displaystyle x}
{\displaystyle {\frac {1}{1-x}}=1:(1-x)\approx 1+x.}
További, alkalmazott példák:
{\displaystyle {\frac {1}{1{,}1}}\approx 0{,}9\quad } (pontosan {\displaystyle {\frac {1}{1{,}1}}=0{,}90909\ldots })
és
{\displaystyle {\frac {1}{0{,}95}}\approx 1{,}05\quad } (pontosan {\displaystyle {\frac {1}{0{,}95}}=1{,}05263\ldots })
A becslést ezt a közelítés alapozza meg:
{\displaystyle 1\approx 1-x^{2}=(1-x)\,(1+x)\qquad }
Ha {\displaystyle x} kicsi, akkor {\displaystyle x^{2};} még kisebb. Például egy tized négyzete egy század, azaz {\displaystyle 0{,}1^{2}=0{,}01}. Minél kisebb {\displaystyle x}, annál kisebb a relatív hiba. Hasonlóan az összeg négyzetének alkalmazásával {\displaystyle x} kis értékeire:
{\displaystyle \left(1+{\frac {x}{2}}\right)^{2}=1+x+{\frac {x^{2}}{4}}\approx 1+x,}
tehát
{\displaystyle {\sqrt {1+x}}\approx 1+{\frac {x}{2}}.}
Ezek a közelítések Taylor-polinomokkal javíthatók. Ezzel egyidejűleg az összeg négyzete kiindulóponttá válik. Iterálással kapjuk a Hérón-módszert, amivel négyzetgyökök értékét lehet közelíteni.

### Teljes négyzetté kiegészítés és a másodfokú egyenlet megoldóképlete
Egy egyenlet:
{\displaystyle 3=3}
Az egyenlőségjel mindkét oldalán ugyanaz a szám áll. Az egyenletek átalakíthatók. Emögött a mérlegelv áll, ami kimondja, hogy ha ugyanazt a mennyiséget ugyanúgy alakítjuk át, akkor az eredménynek is meg kell egyeznie. Az ehhez használt műveleteknek azonban meg kell felelnie bizonyos feltételeknek. Például, ha a {\displaystyle 3=3} egyenlet mindkét oldalához hozzáadunk 7-et, akkor a {\displaystyle 10=10} egyenlethez jutunk. Az egyenletek sokszor tartalmaznak ismeretlent, mint például {\displaystyle 2\cdot x=4.} Ha mindkét oldalt elosztjuk 2-vel, akkor kapjuk, hogy {\displaystyle x=2.} A {\displaystyle 2\cdot 2=4} összefüggéssel is belátható, hogy {\displaystyle x=2} az egyetlen jelölt. A tudományos gyakorlatban ismeretlen mennyiségek közötti ismert kapcsolatokból keletkeznek az egyenletek. Egy-egy elméletből adódó oki kapcsolatok vagy gazdasági követelmények az ismeretleneket lehetőségek korlátozott terére kényszerítik. Az egyenletek megoldása láthatóvá teszi ezeket a korlátozásokat.
Egy példa: egy téglalap alakú szoba hosszabb oldala két méterrel hosszabb, mint a rövidebb, területe pedig {\displaystyle 24} négyzetméter. Mekkorák a szoba oldalai? A feltételekből az
{\displaystyle x\cdot (x+2)=24\qquad }
egyenlet adódik, ahol {\displaystyle x} pozitív, mivel sem a nulla, sem a negatív oldalhossznak nem lenne értelme. tehát
{\displaystyle x^{2}+2x=24.}
Ez egy másodfokú egyenlet. A másodfokú egyenletek megoldásában fontossághoz jutnak a binomiális formulák. Az alapötlet a fordított gondolatmenet: Ha sikerül az egyenletet {\displaystyle x^{2}+2bx+b^{2}} alakra hozni, akkor az egyenlet egyszerűsíthető. Ez némi gyakorlatot igényel. A fenti példában az {\displaystyle 1-1=0} egyenlőség hozzáadásával létrehozható egy olyan alak, amire már binomiális formula alkalmazható:
{\displaystyle x^{2}+2x=24\iff x^{2}+2x\,\,+\underbrace {1-1} _{{\text{nincs}} \atop {\text{változás}}}=24\iff (x^{2}+2x+1)-1=24\iff (x+1)^{2}-1=24{\overset {|\,+1}{\iff }}(x+1)^{2}=25.}
Most már vonhatjuk a kétértékű négyzetgyököt:
{\displaystyle {\sqrt {25}}=\pm 5}
amiből adódik, hogy
{\displaystyle x+1=\pm 5}
és kapjuk a {\displaystyle \{-6,4\}} megoldáshalmazt. Tekintetbe véve az egyenlet megkötéseit a negatív megoldások kizárhatók, így marad {\displaystyle x=4}. Ez már adódott a szövegben megfogalmazott állításokból, de csak az egyenlet megoldásával vált nyilvánvalóvá.
Ez a módszer a teljes négyzetté kiegészítés.
Ebből az eljárásból számolható a másodfokú egyenlet megoldóképlete, melynek alkalmazásának feltétele az egyenlet {\displaystyle ax^{2}+bx+c=0} alakra hozása, az {\displaystyle a\not =0,b,c} paraméterekkel. Itt megjegyezhető, hogy ha az egyenlet olyan alakra hozható, hogy az {\displaystyle a} paraméter egyenlő nullával, akkor az egyenletből kiesett {\displaystyle x^{2}}, a kapott egyenlet legfeljebb elsőfokú.

### Pitagorasz-tétel
A Pitagorasz-tétel az euklidészi geometria egy alapvető tétele. Ez azt mondja ki, hogy minden derékszögű háromszögben a befogókra emelt négyzetek területének összege megegyezik az átfogóra emelt négyzet területével. Tehát, ha {\displaystyle a} és {\displaystyle b} a derékszöget bezáró oldalak hossza, és {\displaystyle c} a derékszöggel szemben fekvő oldal hossza, akkor teljesül, hogy
{\displaystyle a^{2}+b^{2}=c^{2}.}
Megfordítva, ha a háromszög nem derékszögű, akkor {\displaystyle a^{2}+b^{2}=c^{2}} nem teljesül.
A Pitagorasz-tétel bizonyítható az összeg négyzetével. Ennek geometriai háttere, hogy egy {\displaystyle a+b} oldalhosszú négyzetben elhelyezhető négy egybevágó, {\displaystyle a,} {\displaystyle b} és {\displaystyle c} oldalú derékszögű háromszögre. Ez látható az alábbi ábrákon:

A Pitagorasz-tétel ugyanannak a területnek kétféle ábrázolásából adódik: Egyszer, mint {\displaystyle c^{2}} és egyszer, mint {\displaystyle a^{2}+b^{2}.} Az összeg négyzetének felhasználásával ez az ötlet algebrailag is bizonyítható

Az algebrai bizonyításhoz az összeg négyzete használható: 

Egy és oldalú, területű téglalapot egyik átlója két, területű háromszögre osztja

{\displaystyle (a+b)^{2}=a^{2}+2ab+b^{2}.}
Az {\displaystyle 2ab} vegyes tag megfelel a négy egybevágó téglalapnak; mindegyik területe {\displaystyle {\tfrac {ab}{2}}}. Másrészt a nagy négyzet területe előáll, mint {\displaystyle c^{2}} és ismét a négy háromszög területének összegeként:
{\displaystyle c^{2}+4\cdot {\frac {ab}{2}}=c^{2}+2ab.}
Ha mindkét oldalból kivonunk {\displaystyle 2ab}-t, akkor marad {\displaystyle a^{2}+b^{2}=c^{2},}, ami éppen a Pitagorasz-tétel.
A Pitagorasz-tétel és az összeg négyzete együttes alkalmazásával Euklidész magasságtétele is következik.

### Hardy–Weinberg-törvény
Az összeg négyzetének egy további alkalmazásával adódik a Hardy–Weinberg-törvény is. Majdnem minden gén különböző változatokban létezik, melyeket alléloknak neveznek. A különböző allélok meghatározzák a virágok és a termések színét, meghatározzák az egyedek magasságát, és azokat a fehérjéket, melyek az anyagcserét szabályozzák.
Egy-egy allél gyakoriságának előfordulását egy populációban allélgyakoriságnak nevezik. A legegyszerűbb esetben két allél van, melyeket most jelöljön {\displaystyle A} és {\displaystyle B}, a megfewlelő allélgyakorigásokat {\displaystyle a} és {\displaystyle b}. Ekkor {\displaystyle a+b=1.} Minden egyednek két példánya van minden génből, egy az apától, egy az anyától. A szabály alól kivételt jelentenek az Y és a W ivari kromoszómák. Ha a tekintetbe vett populációban tökéletes keveredést feltételezünk, akkor teljesül a Hardy–Weinberg-törvény:
{\displaystyle 1=1\cdot 1=\underbrace {(a+b)} _{\text{1. Gen}}\cdot \underbrace {(a+b)} _{\text{2. Gen}}=a^{2}+2ab+b^{2}.}
Most feltételezzük, hogy az A allél domináns; ekkor a {\displaystyle B} allél recesszív, az {\displaystyle AB} kombinációban nem fejeződik ki, csak a {\displaystyle BB.} kombinációban. Ha például a {\displaystyle B} allél a vizsgált populáció 4%-ában fejeződik ki, akkor a {\displaystyle B} allél gyakorisága magasabb, mint ahogy gondolnánk: a Hardy–Weinberg-törvény szerint {\displaystyle b^{2}=0{,}04}, így {\displaystyle b=0{,}2.}. Innen {\displaystyle a=1-b=0{,}8}, tehát {\displaystyle 2ab=0{,}32.}. Ez azt jelenti, hogy a populáció 32 százaléka hordozza a B allélt, annak kifejeződése nélkül.

### Valószínűségszámítás és statisztika

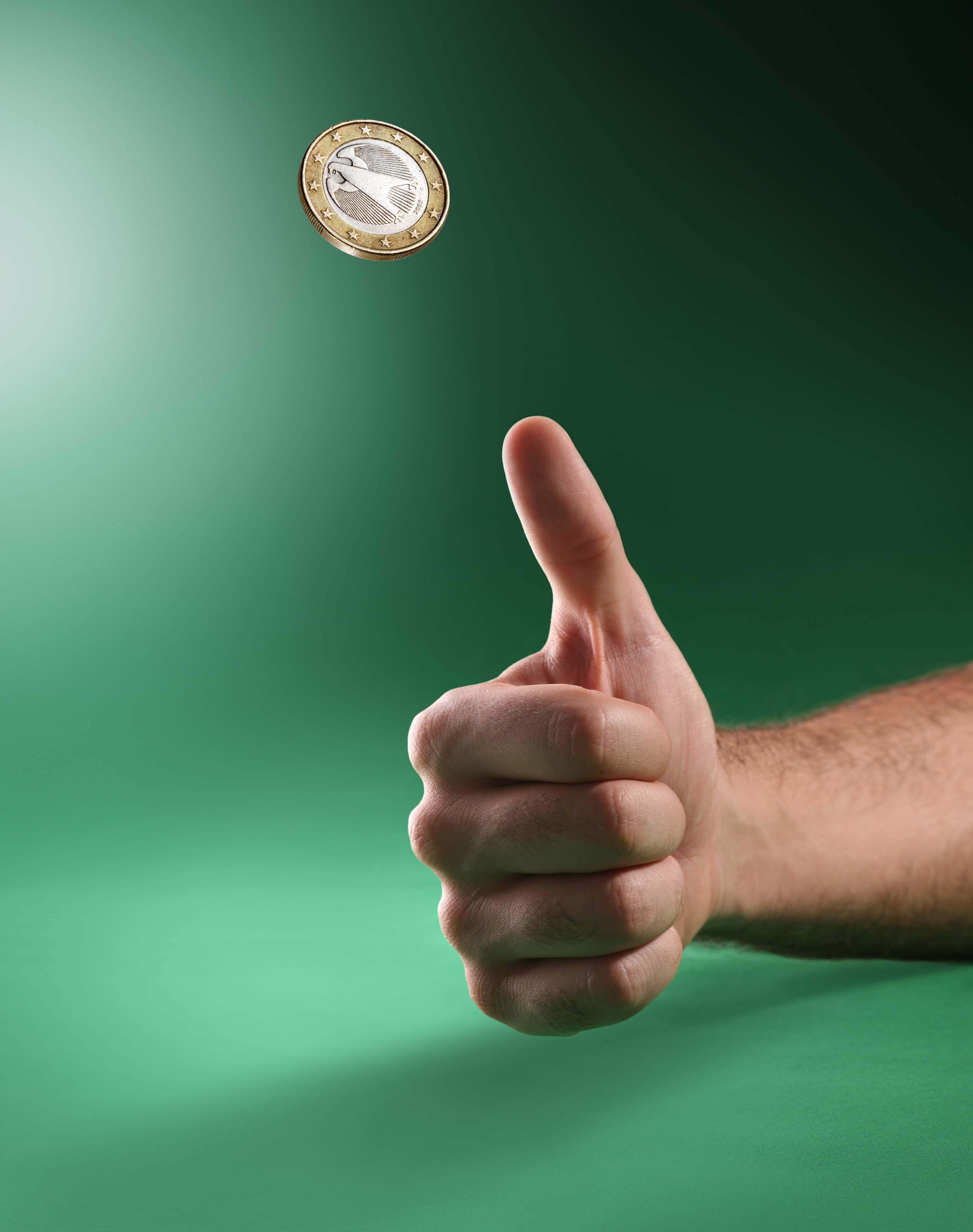
Ideális esetben egy érme egyforma valószínűséggel esik fejre vagy írásra. Mivel valaminek történnie kell, és definíció szerint minden, azért mindkét esemény valószínűsége

A Hardy–Weinberg-törvényhez hasonló elven alapszik az összeg négyzetének alaklmazása a valószínűségszámításban és statisztikában. Ez két valószínűségi kísérlet kivitelezésével függ össze. Ha a kísérletnek két kimenetele lehetséges, például nyerés vagy vesztés, akkor ezek {\displaystyle a} és {\displaystyle b} gyakoriságúak, ahol {\displaystyle a+b=1}. A kísérlet két kivitelezése a következő eredményt adja:
{\displaystyle 1=1\cdot 1=(a+b)\cdot (a+b)=(a+b)^{2}=a^{2}+2ab+b^{2}.}
Ez leképezi a lehetséges, egymást kizáró eseményeket:
- Kétszeri nyerés, {\displaystyle a^{2}} valószínűség
- egy nyerés, egy vesztés - a sorrendiségtől eltekintve, {\displaystyle 2ab} valószínűség
- kétszeri vesztés, {\displaystyle b^{2}} valószínűség[65]

Ha megkülönböztetjük a nyerés és vesztés sorrendjét, akkor négy esemény adódik, a felbontás pedig {\displaystyle (a+b)^{2}=a^{2}+ab+ba+b^{2}}, ahol {\displaystyle ab} az elsőre nyerés, másodikra vesztés valószínűsége, {\displaystyle ba} az elsőre vesztés, másodikra nyerés valószínűsége.
Hogyha például egy kétszeri feldobásáról van szó, ahol {\displaystyle a=b={\tfrac {1}{2}},} akkor a fej-fej, írás-írás valószínűsége egyaránt {\displaystyle {\tfrac {1}{2}}\cdot {\tfrac {1}{2}}={\tfrac {1}{4}}}, míg az egy fej, egy írásé {\displaystyle 2\cdot {\tfrac {1}{2}}\cdot {\tfrac {1}{2}}={\tfrac {1}{2}}.}